# Tres Pozos, Chiapas
Tres Pozos är en ort i Mexiko.   Den ligger i kommunen Tenejapa och delstaten Chiapas, i den sydöstra delen av landet, 800 km öster om huvudstaden Mexico City. Tres Pozos ligger 1 830 meter över havet och antalet invånare är 114.
Terrängen runt Tres Pozos är huvudsakligen kuperad, men den allra närmaste omgivningen är bergig. Runt Tres Pozos är det ganska tätbefolkat, med 155 invånare per kvadratkilometer. Närmaste större samhälle är Pantelhó, 18,1 km norr om Tres Pozos. I omgivningarna runt Tres Pozos växer i huvudsak städsegrön lövskog.